# All Japan Senior Football Championship
La All Japan Senior Football Championship (全国社会人サッカー選手権大会?, Zenkoku Shakaijin Sakkā Senshuken Taikai), anche chiamata Shakajin Cup, è una coppa calcistica giapponese. 
La manifestazione si tiene sotto la giurisdizione della Japan Football Association e non prevede la partecipazione dei club militanti nei campionati nazionali, J League e Japan Football League. La competizione può essere considerata l'equivalente della Coppa Italia Dilettanti.

## Storia
La Shakaijin o Zensha è stata creata nel 1965 per poter decidere i club aventi diritto all'accesso in Japan Soccer League. I vincitori e i secondi classificati potevano, infatti, giocarsi la promozione contro gli ultimi due club della JSL. Questo continuò anche quando fu aggiunta la seconda divisione del torneo nel 1972, ma successivamente ci furono numerose evoluzioni a causa dell'aumento delle divisioni delle leghe calcistiche nipponiche.
Il torneo, allo stato attuale, presenta delle fasi di qualificazione svolte a livello regionale: le migliori 32 formazioni accedono alla fase finale nazionale, solitamente disputata in un'unica città scelta dalla JFA.
La vincitrice, e talvolta la seconda e la terza classificata del torneo, ottengono il diritto a partecipare alle Regional Promotion Series, una competizione che permette a una o più squadre l'accesso in Japan Football League.
Molti club che hanno vinto la Shakaijin Cup hanno ottenuto il J. League status, per questo motivo la competizione è considerata uno step importante per passare gradualmente al professionismo.

## Albo d'oro
- 1965:  Nippon Kokan
- 1966:  Urawa Club
- 1967:  Nagoya West
- 1968:  Nagoya Grampus
- 1969:  Ventforet Kofu e  Urawa Club
- 1970:  Nagoya Grampus
- 1971:  Shonan Bellmare
- 1972:  Eidai Sangyo
- 1973:  Kashima Antlers
- 1974:  Honda
- 1975:  Yanmar Club
- 1976:  Yokohama Marinos
- 1977:  Consadole Sapporo
- 1978:  Saitama Teachers
- 1979:  Toho Titanium
- 1980:  Mitsubishi Cable Industries
- 1981:  Omiya Ardija
- 1982:  Osaka Gas
- 1983:  Gamba Osaka
- 1984:  Kyoto Police
- 1985:  NTT Kansai
- 1986:  Vonds Ichihara
- 1987:  Akita
- 1988:  Kyoto Sanga
- 1989:  Avispa Fukuoka
- 1990:  Avispa Fukuoka
- 1991:  Tosu Futures
- 1992:  Tosu Futures
- 1993:  Yokogawa Musashino
- 1994:  Hitachi Ibaraki
- 1995:  Mito HollyHock
- 1996:  Kyoto BAMB
- 1997:  Yokogawa Musashino
- 1998:  Roasso Kumamoto
- 1999:  Honda
- 2000:  Sagawa Express Tokyo
- 2001:  Sagawa Express Tokyo
- 2002:  Okinawa Kariyushi e  Honda Luminoso Sayama
- 2003:  Honda Luminoso Sayama
- 2004:  Okinawa Kariyushi e  Honda Luminoso Sayama
- 2005:  Roasso Kumamoto
- 2006:  V-Varen Nagasaki
- 2007:  Reilac Shiga FC
- 2008:  Nagano Parceiro
- 2009:  Matsumoto Yamaga
- 2010:  Kamatamare Sanuki
- 2011:  FC Tokyo (Under 23)
- 2012:  FC Korea
- 2013:  Renofa Yamaguchi
- 2014:  FC Osaka
- 2015:  Arterivo Wakayama
- 2016:  Mitsubishi Mizushima
- 2017:  Atletico Suzuka
- 2018:  Kagura Shimane
- 2019:  Tiamo Hirakata
- 2020: Non disputata
- 2021: Non disputata
- 2022:  Briobecca Urayasu
- 2023:  Kariya
- 2024:  Japan Soccer College